# Juan Carlos Arce
Juan Carlos Arce Justiniano (Santa Cruz de la Sierra, 10 de abril de 1985) é um futebolista boliviano que atua como atacante. Atualmente, joga pelo Blooming.

## Carreira

### Bolívia:Oriente Petrolero
Conhecido na Bolívia como El Conejo ("O Coelho", em castelhano) devido à sua grande rapidez e agilidade, Arce foi revelado pela equipe do clube boliviano Tahuichi e ficou conhecido na equipe do Oriente Petrolero do mesmo país. Ainda muito jovem foi convocado para a Seleção principal da Bolívia para participar da Copa América de 2004 que foi disputada no Peru. Em 2006, o atleta foi eleito em uma votação realizada entre jornalistas esportivos bolivianos organizado pelo jornal El Deber, como o melhor jogador boliviano da temporada.

### Brasil:Corinthians
Foi contratado pela equipe brasileira do Sport Club Corinthians Paulista. Arce fez sua estreia no Corinthians em 24 de janeiro de 2007 em uma partida do Campeonato Paulista contra a equipe do Juventus. O Corinthians venceu por 4 a 1, sendo que Arce marcou o quarto gol pegando de primeira um cruzamento vindo da esquerda. Arce vai entrando no decorrer dos jogos e, até agora, causando boa impressão. Em 4 de fevereiro de 2007, inicia pela primeira vez uma partida como titular e marca o segundo gol na vitória, de "virada", do Corinthians sobre o Guaratinguetá, na casa deste, por 3x2. Em 24 de fevereiro de 2007, volta a marcar e é considerado o melhor jogador da partida no empate em 1x1 do Corinthians contra a equipe do Rio Branco. Desde essa partida vem atuando como titular da equipe. Suas atuações pelo Corinthians lhe valeram uma convocação para a Seleção principal da Bolívia para enfrentar, em um amistoso, a  Seleção da África do Sul do técnico brasileiro Carlos Alberto Parreira. Porém, machucou-se e não pôde participar da partida (vencida pela Bolívia por 1x0). Retornou ao gramados em 18 de abril, no empate do Corinthians contra o Náutico em jogo válido pela Copa do Brasil. Com a saída do técnico Emerson Leão e a chegada de Paulo César Carpegiani, Arce perdeu a condição de titular. Mas, ainda assim, foi convocado pelo técnico Erwin Sánchez para defender a Bolívia na Copa América de 2007, disputada na Venezuela. No jogo de estreia contra a equipe anfitriã, a Venezuela, Arce marcou um gol no empate de 2x2 entre os donos da casa e a Bolívia. Porém, a seleção boliviana perde em seguida para o Uruguai e empata seu último jogo com o Peru e acaba desclassificada do torneio. Em 22 de julho, Arce é novamente escalado como titular da equipe desde o início em, novamente também, um jogo contra o Náutico pelo Campeonato Brasileiro. Volta novamente para a reserva e, no dia 15 de agosto, tem uma nova oportunidade de jogar desde o início como titular no jogo contra o Botafogo, no qual marca um gol na vitória do Corinthians sobre a equipe carioca por 3x2. Em 2 de setembro, Arce marcou um importante gol contra o Santos na vitória do Corinthians contra a equipe santista por 2x0. Em 21 de novembro marcou um gol na derrota da Bolívia para a Seleção da Venezuela por 5x3. Apesar de seus esforços, não conseguiu evitar a queda do Corinthians para a Série B do Campeonato Brasileiro. Em 12 de dezembro de 2007 foi dispensado pelo clube. Arce foi dispensado graças à contratação de mais 3 estrangeiros no clube.Com isso, não haveria mais espaço no Corinthians, já que só é permitido pela CBF, 3 jogadores estrangeiros em campo. Retornou ao Oriente Petrolero e, segundo o site oficial do clube, chegou a receber uma proposta do futebol de Israel, porém preferiu esperar uma de um país com mais tradição futebolística .

### Brasil:Sport
No dia 8 de julho de 2009, Arce foi apresentado como nova contratação do Sport. O atacante falou: "Venho com a humildade de trabalhar e fazer sucesso com a equipe, chego com a intenção de realizar um grande campeonato". Seu primeiro gol pelo clube de Pernambuco foi contra o Atlético Mineiro, no Mineirão.

### Rússia:FC Terek Grozny
Em 2010, após o término do seu contrato com o Sport, acerta sua ida para o FC Terek Grozny, da Rússia.

## Títulos
Oriente Petrolero
- Campeonato Boliviano: 2004
- Copa Aerosul: 2005

 Bolívar
- Campeonato Boliviano: 2013 (Clausura)